# Khuê phụ thán
Khuê phụ thán là một thi phẩm nổi tiếng của Thượng Tân Thị, sáng tác vào tháng 3 năm 1919 tại Cầu Kè (nay là huyện Cầu Kè), tỉnh Trà Vinh, Việt Nam.

## Giới thiệu
Khuê phụ thán gồm mười bài thơ Nôm luật Đường, viết theo thể thất ngôn bát cú và theo lối "thập thủ liên hoàn". Trong thi phẩm này, Thượng Tân Thị đã mượn tâm sự và thay lời bà Nguyễn Hoàng Phi, thứ phi của vua Thành Thái và là mẹ của vua Duy Tân, để nói lên tâm trạng thương nhà nhớ nước, đau xót niềm đau dân tộc, khi hai vị vua này bị thực dân Pháp đày sang đảo Réunion năm 1916. Bên cạnh đó, tác giả còn để gửi gắm nỗi niềm riêng của mình:
- Buồn vì gia đình ly tán:

Chồng hỡi chồng! Con hỡi con!
Cùng nhau chia cách mấy năm tròn.
Ven trời góc bể buồn chim cá,
Dạn gió dày sương tủi nước non...
(trích bài 1)
- Lòng hận vì đất nước bị xâm chiếm:

Hỡi chồng có thấu nỗi này chăng?
Sóng gió khi không dậy đất bằng.
Non nước chia hai trời lộng lộng,
Cha con riêng một biển giăng giăng...
(trích bài 6)
- Tâm trạng xót xa khó xử của người thất thế:

Cang thường gánh nặng cả hai vai
Biết tỏ cùng ai, ai hỡi ai!
Để bụng chỉ e tằm đứt ruột,
Hở môi thì sợ vách nghiêng tai...
(trích bài 6)

## Giá trị
Thi phẩm này đăng lần đầu trên Nam Phong tạp chí số 21 (tháng 3 năm 1919), được Sở Cuồng (Lê Dư) khen là "lâm ly, uyển chuyển, đáng cho là tuyệt diệu", và sau này được nhiều sách hợp tuyển thơ văn in lại.
Trong Từ điển Bách khoa toàn thư Việt Nam, ở mục Khuê phụ thán, viết: 
"Tác phẩm mượn lời vợ vua Thành Thái thương nhớ chồng con sau khi các vua Thành Thái và Duy Tân bị Pháp bắt đày sang Châu Phi. Lời thơ nhuần nhuỵ, giọng thơ lâm ly, ý thơ lại đượm lòng yêu nước, do đó trước đây, "Khuê phụ thán" được lưu truyền rộng rãi trong dân gian Việt Nam".
Tính đến nay, có ít nhất ba người đã họa lại Khuê phụ thán, đó là vua Thành Thái nữ sĩ Vân Đài và thi sĩ Tố Phang.

## Nhầm lẫn
Buổi đầu, khi gửi đăng báo Nam Phong, Thượng Tân Thị ghi là "Nguyễn Thị Phi làm, nữ sinh Phan Sơn Đại sao lục" (Phan Sơn Đại là tên con gái ông) đề ở cuối bài, nên không ít người trong số đó có Lê Dư, Phan Khôi...đã nhận lầm tác giả bài Khuê Phụ Thán là một bà Phi họ Nguyễn (vợ vua Thành Thái, mẹ vua Duy Tân)... Mãi đến 13 năm sau, nhờ bà Phan Sơn Đại gửi bài nói rõ, đồng thời còn kèm theo mười bài Tục Khuê phụ thán (cũng được đăng trên báo Nam Phong số 169, tháng 2 năm 1932), mà việc lầm lẫn trên được mới chấm dứt.